# Bella Vista (Tucumán)
Bella Vista è una città dell'Argentina, appartenente alla provincia di Tucumán, situata a 25 km a sud-est del capoluogo provinciale San Miguel de Tucumán.